# Pantherophis
Pantherophis – rodzaj węży z podrodziny Colubrinae w rodzinie połozowatych (Colubridae).

## Zasięg występowania
Rodzaj obejmuje gatunki występujące w Ameryce Północnej – w Kanadzie, USA i Meksyku.

## Systematyka

### Etymologia
- Pantherophis: gr. πανθηρ panthēr „lampart, pantera”[7]; οφις ophis, οφεως opheōs „wąż”[8].
- Scotophis: gr. σκοτος skotos „ciemny”[9]; οφις ophis, οφεως opheōs „wąż”[8]. Gatunek typowy: Coluber alleghaniensis Holbrook, 1836.
- Coryphodon: gr. κορυφη koruphē „czubek głowy”, od κορυς korus, κορυθος koruthos „hełm”; οδους odous, οδοντος odontos „ząb”[3]. Gatunek typowy: Coluber pantherinus Daudin, 1803.
- Mintonius: Sherman Anthony Minton Jr. (1919–1999) oraz Madge Rutherford Minton (1920–2004), amerykańscy herpetolodzy[4]. Gatunek typowy: Scotophis vulpinus Baird & Girard, 1853.

### Podział systematyczny
Do rodzaju należą następujące gatunki:  
- Pantherophis alleghaniensis (Holbrook, 1836)
- Pantherophis bairdi (Yarrow, 1880)
- Pantherophis emoryi (Baird & Girard, 1853)
- Pantherophis guttatus (Linnaeus, 1766) – wąż zbożowy[10]
- Pantherophis obsoletus (Say, 1823)
- Pantherophis quadrivittatus (Holbrook, 1836)
- Pantherophis ramspotti Crother, White, Savage, Eckstut, Graham & Gardner, 2011
- Pantherophis vulpinus (Baird & Girard, 1853)